# Johann Gottlob Immanuel Breitkopf

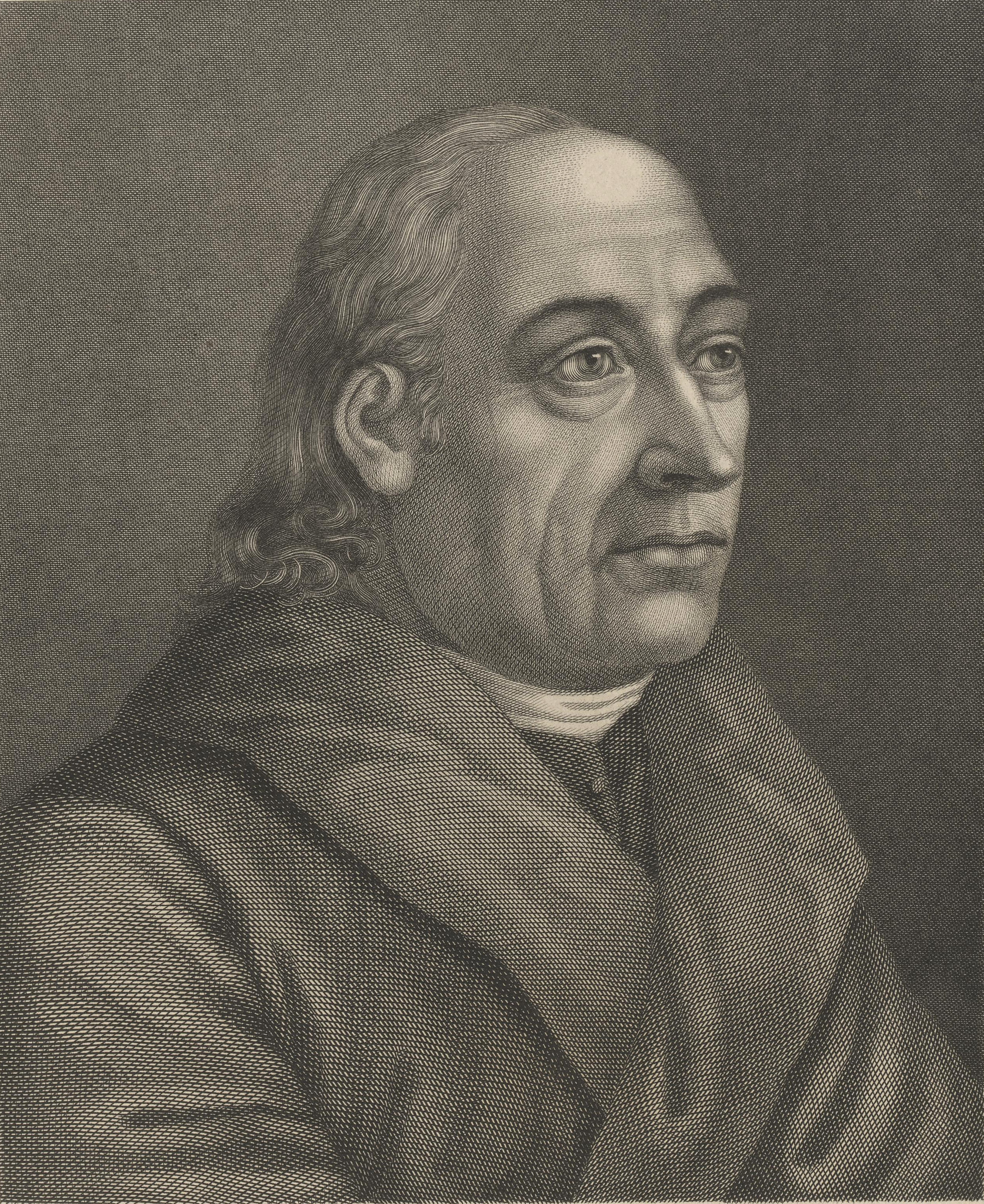
Johann Gottlob Immanuel Breitkopf

Johann Gottlob Immanuel Breitkopf (* 23. November 1719 in Leipzig; † 28. Januar 1794 ebenda) war ein deutscher Musikverleger und Typograf.

## Leben
Breitkopf war der Sohn des Verlegers Bernhard Christoph Breitkopf, der das Verlagshaus Breitkopf & Härtel gründete. Er entwarf Schriften, darunter die bedeutende Breitkopf-Fraktur.
Breitkopf revolutionierte auch den musikalischen Notensatz, indem er die Drucktypen in kleinere Segmente zerlegte. Im Anschluss entwickelte Breitkopf den Plan, auch Landkarten typographisch herzustellen. Diesen stellte er 1777 in der Schrift Ueber den Druck der geographischen Charten einer breiteren Öffentlichkeit vor. Auch versuchte er sich daran, chinesische Schriftzeichen mit beweglichen Typen zu drucken. Eine Probe hiervon gab er 1789 heraus.
Breitkopf errichtete 1765 das Haus zum Silbernen Bären. In diesem Hause hielt sich Goethe während seiner Leipziger Studienzeit oft auf. Er nahm an Liebhaber-Aufführungen und Musikveranstaltungen teil und war mit Breitkopfs Tochter Theodora Sophie Constantia (Constanze, 1748–1818) befreundet.

## Familie
Er heiratete am 25. September 1746 in Leipzig Friderica Constantia Brix mit der er fünf Söhne und vier Töchter hatte, darunter:
- Theodora Sophia Constantia Breitkopf (1748–1818), die erste Egle in Goethes Die Laune des Verliebten, war Schriftstellerin.
- Bernhard Theodor Breitkopf (* 1749; † zwischen 1810 und 1820 in Petersburg), ein Freund Goethes und Komponist seiner Gedichte im „Leipziger Liederbuch“
- Christoph Gottlob Breitkopf (1750–1800), Erbe und Leiter des väterlichen Geschäftes, gleichfalls ein Freund Goethes

## Veröffentlichungen
- Catalogo delle Sinfonie [usw.], che si trovano in manuscritto nella officina musica di Giovanno Gottlob Immanuel Breitkopf, in Lipsia. Breitkopf, Leipzig 1762–1787 – gedruckte Incipit-Kataloge, die alle Gattungen der Musik aus Breitkopfs Sammlung aufführen, auch Breitkopf-Katalog genannt
  - Teil 1 (1762): Digitalisat
  - Teil 2 (1762): Digitalisat
  - Teil 3 (1763): Digitalisat
  - Teil 4 (1763): Digitalisat
  - Teil 5 (1765): Digitalisat
  - Teil 6 (1765): Digitalisat
- Ueber den Druck der geographischen Charten. Nebst beygefügter Probe einer durch die Buchdruckerkunst gesetzten und gedruckten Landcharte. Breitkopf, Leipzig 1777 (Digitalisat)
- Ueber die Geschichte der Erfindung der Buchdruckerkunst. Bey Gelegenheit einiger neuern darüber geäußerten besondern Meynungen. Nebst der vorläufigen Anzeige des Inhaltes seiner Geschichte der Erfindung der Buchdruckerkunst. Breitkopf, Leipzig 1779 (Digitalisat)
- Magazin des Buch- und Kunsthandels, welches zum Besten der Wissenschaften und Künste von den dahin gehörigen Neuigkeiten Nachricht gibt. Breitkopf, Leipzig 1780–1782
  - 1780: Digitalisat 1–6, Digitalisat 7–12
  - 1781: Digitalisat 1–6, Digitalisat 7–12
  - 1782: Digitalisat 1–6, Digitalisat 7–12
- Versuch, den Ursprung der Spielkarten, die Einführung des Leinenpapieres, und den Anfang der Holzschneidekunst in Europa zu erforschen. Erster Theil. Leipzig 1784 (Digitalisat)
- Exemplum typographiae Sinicae figuris characterum e typis mobilibus compositum. Breitkopf, Leipzig 1789 (Digitalisat)
- (hrsg. v. Johann Christian Friedrich Roch:) Versuch, den Ursprung der Spielkarten, die Einführung des Leinenpapieres, und den Anfang der Holzschneidekunst in Europa zu erforschen. Zweyter Theil. Leipzig 1801 (Digitalisat)

## In der Kunst
- Porträt durch einen unbekannten Künstler angefertigt und 1868 veröffentlicht.[3]